# Andıran, Taşova
Andıran (Umutlu) là một xã thuộc huyện Taşova, tỉnh Amasya, Thổ Nhĩ Kỳ. Dân số thời điểm năm 2010 là 350 người.